# Бучешти (Галац)
Бучешти (рум. Bucești) насеље је у Румунији у округу Галац у општини Ивешти. Oпштина се налази на надморској висини од 34 m.

## Становништво
Према подацима из 2002. године у насељу је живело 4693 становника, од којих су сви румунске националности.